# Svijeća
 Ovo je glavno značenje pojma Svijeća. Za druga značenja pogledajte Svijeća (razdvojba).
Svijeća je rasvjetno tijelo valjkasta oblika, načinjeno od loja, voska, stearina ili parafina s fitiljem (stijenjom) u središtu. Stari Rimljani koristili su se lojanim i voštanim svijećama. Tijekom cijelog srednjeg vijeka svijeća je bila glavno rasvjetno sredstvo. Danas su česte ukrasne i (ili) mirisne svijeće. Svijeće izrađuju obrtnici svjećari i medičari.
Prije šire uporabe električne struje, uz baklje ili uljene svjetiljke bila je jedno od najčešćih sredstava osvjetljenja. 
Svijeće se i danas rabe u crkvi, kod kuće ili u svečanim prigodama (različitim vrstama proslava) za stvaranje opuštene atmosfere i svečanog ugođaja.

## Građa i odlike
Sastoje se od čvrstog goriva i stijenja obično izrađenog od tkanine od pamuka koje su okružene voskom ili sličnimn gorivom koje se topi na niskoj temperaturi (obično 60 °C).
Svijeće se uglavnom proizvode od parafina, dok su se u prošlosti proizvodile od voska od pčela).
Kapilarnim djelovanjem fitilj prenosi vosak u plamen gdje se isparava, i gori uz prisutnost kisika. 
Svijeća se gasi kada sadržaj kisika u zraku padne ispod oko 16%.
U jednom izgori oko 3 - 8 grama voska. To stvara toplinu između 38 - 100 vata (W), uz svjetlosnu jakost od 0,1 - 0,2 lm / W.

## U kršćanstvu
Svijeća kršćanstvu simbolizira Isusa Krista, koga je starac Šimun na prikazanju u Hramu prozvao »svjetlost na prosvjetljenje naroda« (Lk 2, 32), čega se kršćani spominju na Svijećnicu. Vjernicima pokazuje da su zajedničari božanskog svjetla. Uz svetohranište uvijek gori »vječno svjetlo«, a svijeće su uvijek zapaljene na oltaru (tijekom mise, obreda ili euharistijskog klanjanja), nekad i uz ambon. 
Još u ranom kršćanstvu, kada se čitalo evanđelje, svijeće su se palile kao simbol radosti. Zbog toga je i u vrlo malim prostorima bilo mnogo svjetiljaka, što znači da nije bila potreba radi rasvjete, nego obredna. Isus je često o sebi samom dosljedno govorio kao o svjetlu („Ja sam Svjetlost svijeta”, Iv 8,12). Osim što simbolizira Božju prisutnost, svijeća je podsjetnik kršćanima da su preko Krista i sami postali božansko svjetlo. Svjetlo zavjetnih svijeća sveti Atanazije Veliki nazivao je „prinosom vjernih”. Mnoštvo upaljenih svijeća bilo pred Isusovom, Marijinom ili slikama svetaca označava pridavanje slave Bogu, koji je s ljudima podijelio svoju slavu.
Blagoslov svijeća dio je obreda Svijećnice i Velike subote odn. Vazmenoga bdjenja, koje počinje blagoslovom ognja i Uskrsne svijeće te Hvalospjevom uskrsnoj svijeći (Exsultet). Svijeće prate raspelo u tijelovskoj procesiji, ali i općenito u crkvenim ophodima.

## Vanjske poveznice
|  | Zajednički poslužitelj ima još gradiva o temi svijeća |

- Europsko društvo svjećara ASBL